# Charontidae
Super-famille
Famille
Les Charontidae sont une famille d'amblypyges, la seule de la super-famille des Charontoidea.

## Distribution
Les espèces de cette famille se rencontrent en Océanie et en Asie du Sud-Est.

## Liste des genres
Selon Whip spiders of the World (version 1.0) :
- Charon Karsch, 1879

et placé dans cette famille depuis :
- Catageus Thorell, 1889

Le genre Stygophrynus a été placé en synonymie avec le genre Catageus dans les Charontidae par Miranda, Giupponi, Prendini et Scharff en 2018.

## Publication originale
- Simon, 1892 : Arachnides. Étude sur les Arthropodes cavernicoles de île Luzon, Voyage de M. E. Simon aux îles Philippines (Mars et avril 1890). Annales de la Société Entomologique de France, vol. 61, p. 35–52 (texte intégral).